# Bagan Deli
Bagan Deli is een bestuurslaag in het regentschap Medan van de provincie Noord-Sumatra, Indonesië. Bagan Deli telt 15.860 inwoners (volkstelling 2010).